# Xã Lincoln, Quận Franklin, Kansas
Xã Lincoln (tiếng Anh: Lincoln Township) là một xã thuộc quận Franklin, tiểu bang Kansas, Hoa Kỳ. Năm 2010, dân số của xã này là 857 người.